# Micronisus
Micronisus is een monotypisch geslacht van vogels uit de familie van de havikachtigen (Accipitridae). De wetenschappelijke naam van het geslacht is voor het eerst geldig gepubliceerd in 1840 door Gray.

## Soorten
De volgende soort is bij het geslacht ingedeeld:
- Micronisus gabar – Gabarhavik